# Robert Carlisle Giffen
Robert Carlisle Giffen (ur. 29 czerwca 1886 w West Chester, zm. 10 grudnia 1962 w Annapolis) – amerykański wojskowy, wiceadmirał United States Navy, uczestnik rejsu Wielkiej Białej Floty oraz obu wojen światowych.

## Życiorys
Do Akademii Marynarki Wojennej wstąpił w 1903. Ukończył ją cztery lata później. Otrzymał przydział na pancernik USS „Virginia”, na którym w latach 1907–1909 uczestniczył w wokółziemskim rejsie Wielkiej Białej Floty. Po powrocie służył na pokładach różnych jednostek, był członkiem drużyny strzeleckiej US Navy. W latach 1913–1915 pracował w Washington Navy Yard, następnie służył na niszczycielu USS „Wainwright”.
Po przystąpieniu Stanów Zjednoczonych do działań I wojny światowej dowodził niszczycielem USS „Trippe”, wysłanym na wody europejskie, dołączonym do 6. Dywizjonu Pancerników (6th Battle Squadron) i oddanym pod komendę brytyjską w składzie Grand Fleet. W połowie 1918 objął dowództwo na niszczycielu USS „Schley”, operującym w rejonie Gibraltaru i na Morzu Śródziemnym do sierpnia 1919.
W okresie międzywojennym Robert pełnił różne stanowiska we flocie, zarówno liniowe, jak i sztabowe. Był m.in. wykładowcą w Akademii Marynarki Wojennej, dowódcą kanonierki USS „Sacramento” i lekkiego krążownika USS „Savannah”. W 1940 uzupełniał wykształcenie w Naval War College, później objął stanowisko w Biurze Szefa Operacji Morskich. W marcu 1941 został dowódcą dywizjonu krążowników, uczestniczących w Patrolach Neutralności na Oceanie Atlantyckim.
26 marca 1942, będąc już w randze kontradmirała (Rear Admiral), odpłynął w składzie Task Force 39 do Europy. Następnego dnia, po tragicznej śmierci dowódcy zespołu, kontradmirała Johna Wilcoxa, który wypadł za burtę flagowego pancernika USS „Washington” i zaginął w morzu, jako najstarszy stopniem objął dowodzenie jednostkami, które wkrótce dołączyły do Home Fleet w bazie Scapa Flow. Na czele TF 39 brał udział w operacji Torch w Afryce Północnej. W latach 1943–1944 uczestniczył w działaniach na Pacyfiku: bitwie koło wyspy Rennell, walkach o na Aleuty, Wyspy Gilberta i Wyspy Marshalla. W maju 1944 awansował do stopnia wiceadmirała (Vice Admiral) i został dowódcą 10. Dystryktu Morskiego oraz komendantem Caribbean Sea Frontier, z kwaterą główną w San Juan.
Został emerytowany w 1946. Zmarł 10 grudnia 1962 w Annapolis.